# 底特律鎮區 (伊利諾伊州派克縣)
底特律鎮區（英語：Detroit Township）是位於美國伊利諾伊州派克縣的一個行政鎮區。

## 地方資料
根據2010年美國人口普查的數據，底特律鎮區的面積為69.90平方千米，當中陸地面積為68.00平方千米，而水域面積為1.90平方千米。當地共有人口304人，而人口密度為每平方千米4.35人。